# Ludmilla Radchenko

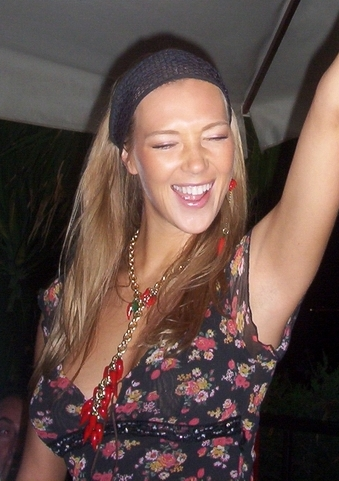
Ludmilla Radchenko

Ludmilla Radchenko (russisch Людмила Владимировна Радченко, Ljudmila Wladimirowna Radtschenko; * 11. November 1978 in Omsk) ist eine russische, in Italien lebende Schauspielerin, Model und Malerin.
Seit 2002 ist sie mit Matteo Viviani verheiratet, die beiden haben zwei Kinder.

## Filmografie (Auswahl)
- 2008: Scacco matto
- 2013: Ganja Fiction